# Usaylan (huyện)
Huyện Usaylan là một huyện thuộc tỉnh Shabwah, Yemen. Đến thời điểm năm 2003, huyện này có dân số 31518 người